# Stefan Huber (Fussballspieler)
Stefan Huber (* 14. Juni 1966 in Zürich) ist ein ehemaliger Schweizer Fussballspieler.
Sein Handwerk erlernte Stefan Huber beim FC Unterstrass in Zürich. Seine Karriere begann beim Grasshopper Club Zürich im Jahr 1984. Wegen seiner sehr schnellen, reflexartigen Reaktionen war er bei seinen Kameraden und Fans bald unter dem Übernamen «Panther» bekannt.
Im Jahr 1988 wechselte er zu Lausanne-Sports, für die er fünf Jahre lang spielte. 1993 unterschrieb er beim damaligen Nationalliga B-Team FC Basel, mit dem er Ende seiner ersten Saison direkt in die Nationalliga A aufstieg und für das er sechs Jahre lang spielte. 1999 tauschte der FC Basel Huber bei den Grasshoppers gegen ihren ehemaligen Torhüter Pascal Zuberbühler ein. Huber spielte bis 2002 für die Grasshoppers und wurde dann dort Torhütertrainer. Diese Position behielt er bis 2007.
Stefan Huber spielte zudem zwischen 1991 und 1999 16 Mal für die Schweizer Fussballnationalmannschaft. 
Ab Ende 2020 bis Juni 2023 war Huber Torhütertrainer der U17, seit 1. Juli 2023 der U19 des FC Zürich.

## Erfolge
- Schweizer Meister 2000/01
- Aufstieg in Nationalliga A 1993/94